# Westminster Cathedral

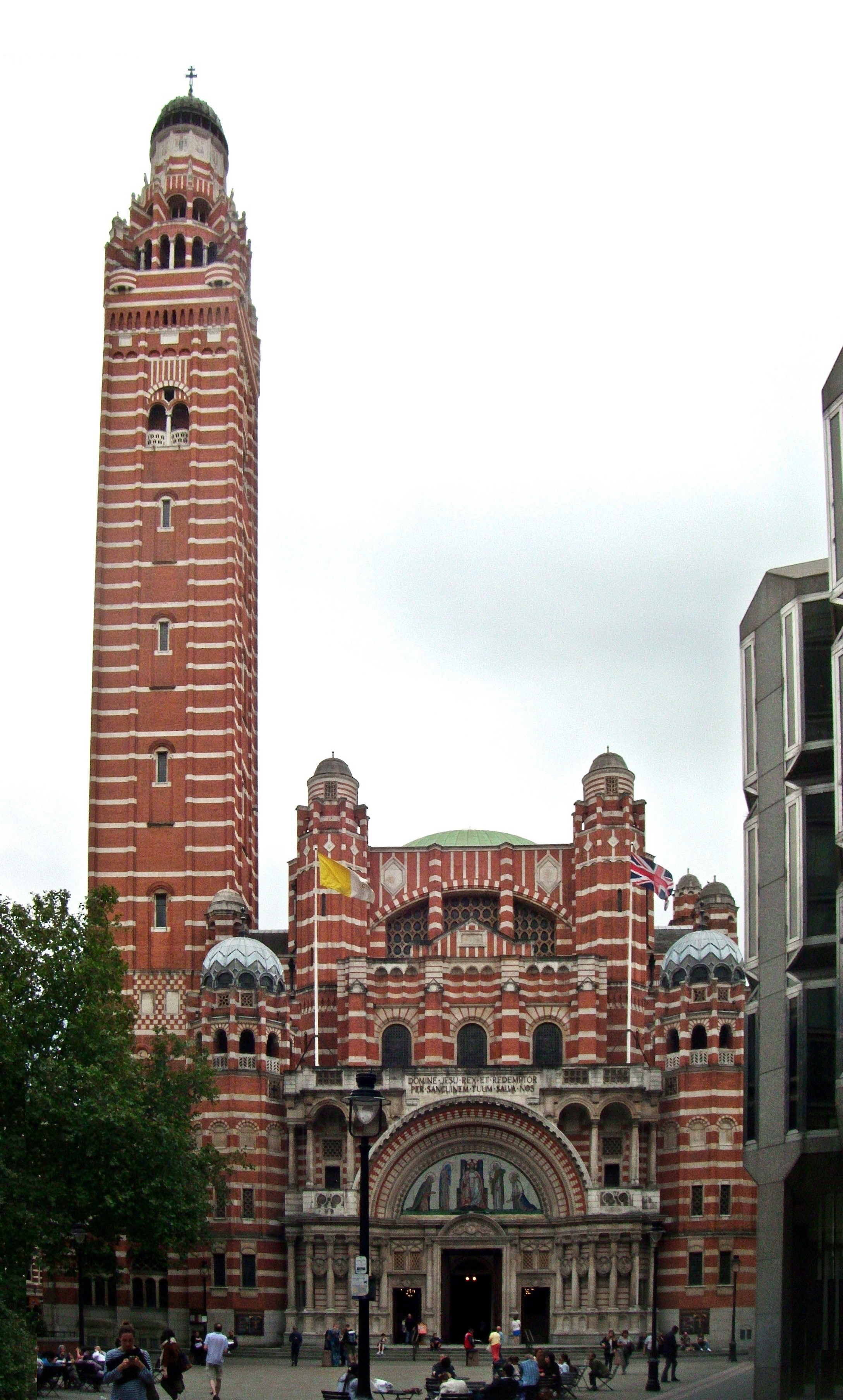
Westminster Cathedral, Portalfront

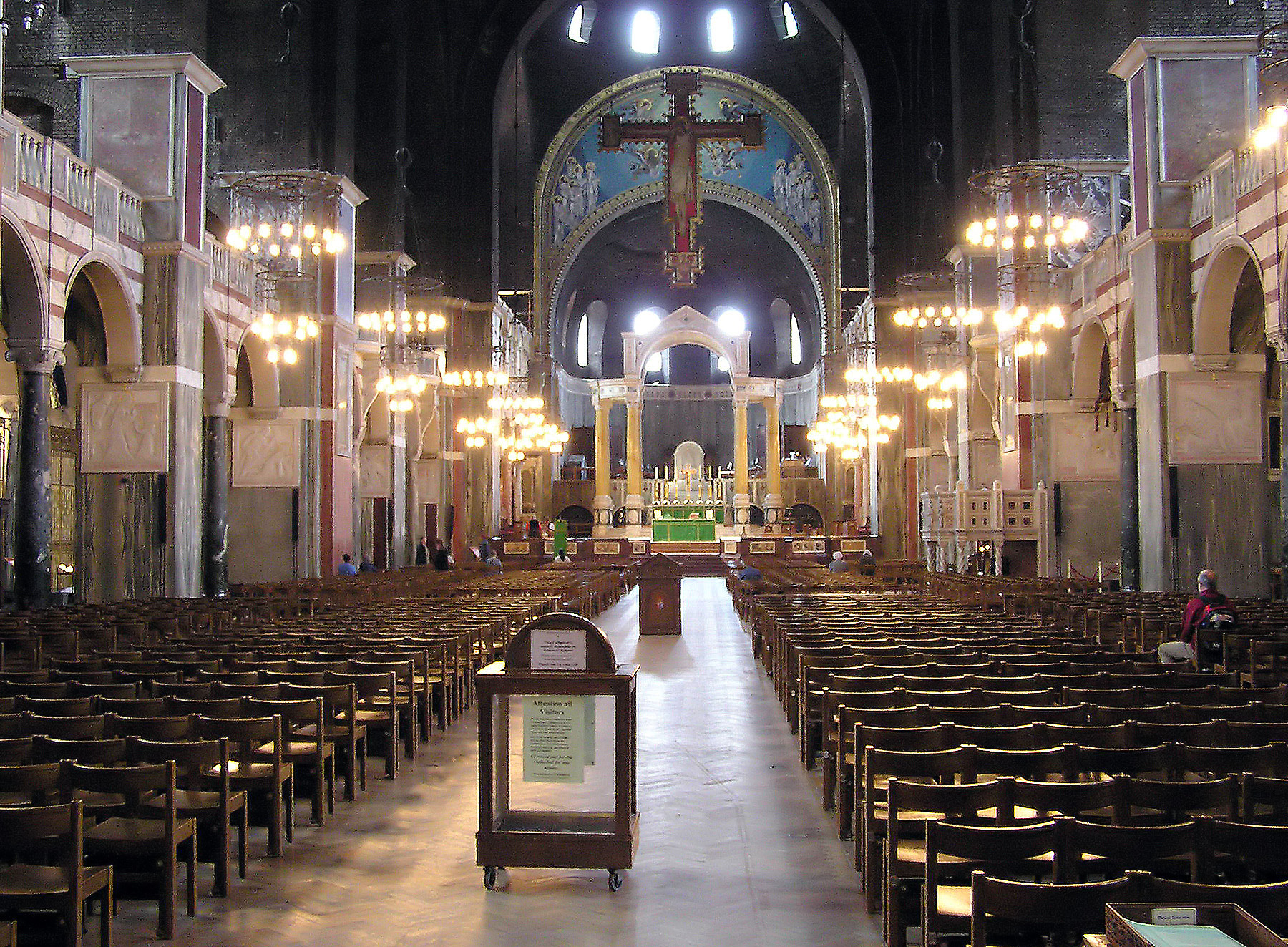
Inneres

Die Westminster-Kathedrale (Westminster Cathedral) in London ist die Domkirche des römisch-katholischen Erzbistums Westminster und die katholische Hauptkirche für England und Wales.

## Name
Die Kathedrale trägt das Patrozinium Heilig Blut. Darauf weist die lateinische Weiheinschrift über dem Portalbogen hin: „Domine Jesu Rex et Redemptor per Sanguinem tuum salva nos“ („Herr Jesus, König und Erlöser, heile uns durch dein Blut“). Den Namen des Londoner Stadtteils Westminster – anstatt etwa Roman Catholic Metropolitan Cathedral of London – trägt sie, wie das Erzbistum, weil ein Gesetz von 1830 untersagte, den wieder entstehenden römisch-katholischen Diözesen die Namen der historischen Diözesen der Church of England zu geben.
Diese römisch-katholische Kirche wird daher manchmal mit der anglikanischen Westminster Abbey, der Krönungskirche des britischen Königshauses, verwechselt.

## Geschichte
Seit das englische Königshaus die Kirche des Landes von Rom getrennt hatte (Church of England), gab es 300 Jahre lang keine römisch-katholischen Gotteshäuser in England. Erst im 19. Jahrhundert etablierten sich wieder legale römisch-katholische Gemeinden. Dem Apostolischen Vikariat London diente seit 1790 die unter bayerischem Schutz stehende Warwick Street Church als behelfsmäßige Bischofskirche. Nach der Wiederherstellung der katholischen Hierarchie in England 1850 wurde 1869 Our Lady of Victories in Kensington zur Prokathedrale. Mit den Spendensammlungen für den Bau einer neuen, repräsentativen Kathedrale begann schon der erste Erzbischof von Westminster Nicholas Wiseman (1802–1865). Doch erst 1895 konnten die Arbeiten begonnen werden. Eröffnet wurde die Kathedrale im Jahr 1903.

## Gebäude
Die Kirche wurde nach Plänen von John Francis Bentley in neobyzantinischem Stil errichtet. Von außen besticht das Gebäude durch die aufwendig gestaltete Fassade aus rotem Backstein im Wechsel mit weißem Portlandstein, die hohe Kuppel und nicht zuletzt durch den für diese Breiten völlig untypischen Campanile (freistehender Glockenturm). Das Bogenfeld des Portals zeigt in byzantinisierender Mosaiktechnik von links nach rechts den knienden Simon Petrus mit den Himmelsschlüsseln, die Jungfrau Maria, Jesus Christus als Pantokrator auf dem Thron, St. Josef, den Nährvater Jesu, mit einer Lilie in seiner Rechten sowie in kniender Position den heiliggesprochenen englischen König Eduard den Bekenner im königlichen Ornat. Während Jesus Christus mit seiner Rechten den Betrachter segnet, hält er in seiner Linken das Buch des Lebens. Die lateinische Inschrift der aufgeschlagenen Buchseiten lautet: „Ego sum ostium per me si quis introierit salvabitur.“ (deutsche Übersetzung: Ich bin die Tür. Wer durch mich hineingeht, wird geheilt werden; Joh 10,9 )
Im Inneren überrascht sie durch die Raumwirkung – weite Mittelschiffhalle, schmale Seitenschiffe, dahinter gesonderte Seitenkapellen – und vor allem durch die Mosaiken an Decken und Wänden, die allerdings nicht ganz vollendet wurden, so dass im oberen Bereich des Mittelschiffs bis heute rohes Mauerwerk bzw. Beton sichtbar sind. Diese Mosaiken sowie das Ziborium über dem Hauptaltar sind beabsichtigte Anklänge an frühchristliche römische Basiliken. In einer Seitenkapelle des Langhauses ist seit 1930 der Leib des Hl. John Southworth († 1654) zur Verehrung ausgestellt.

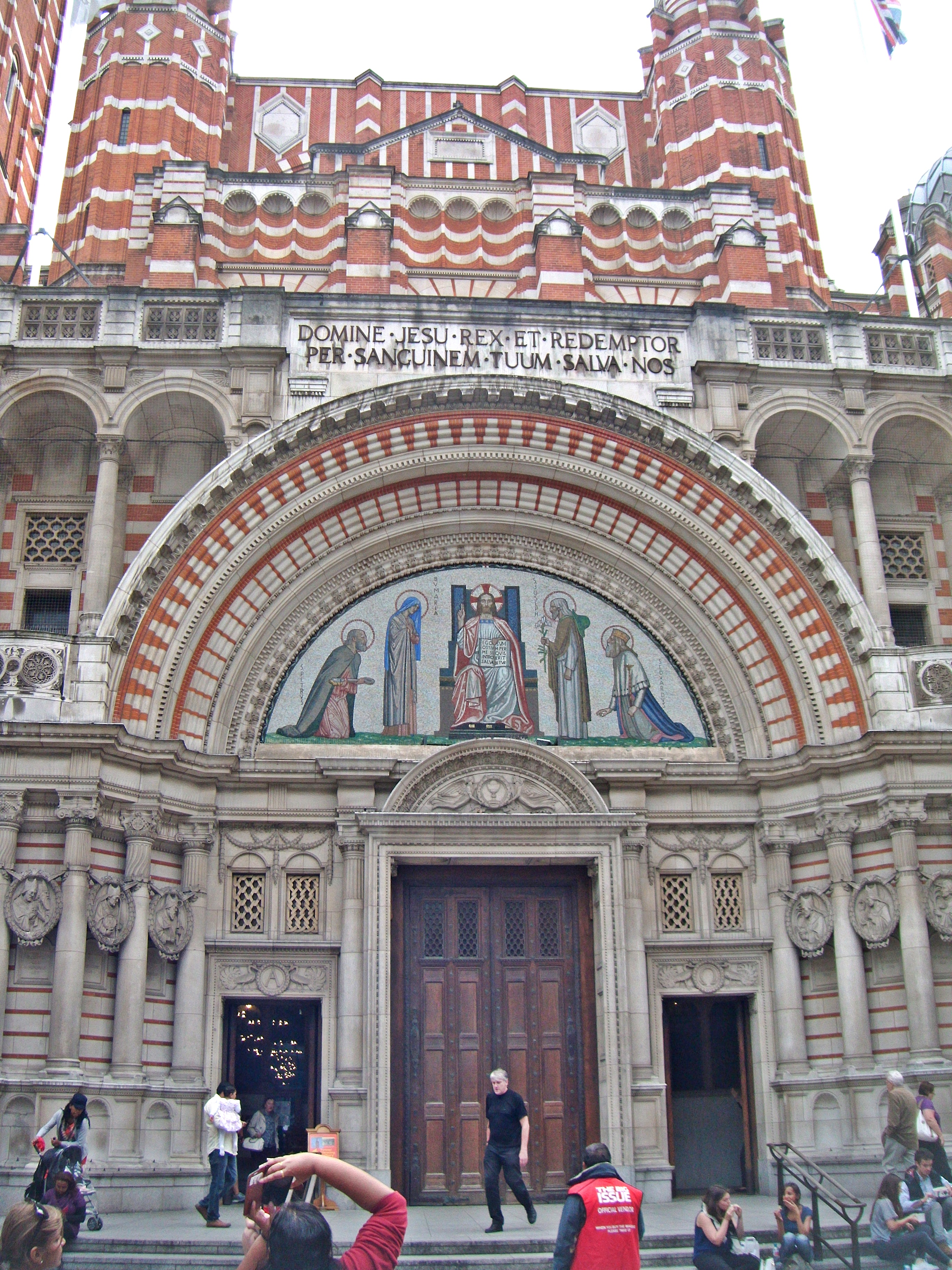
Hauptportal
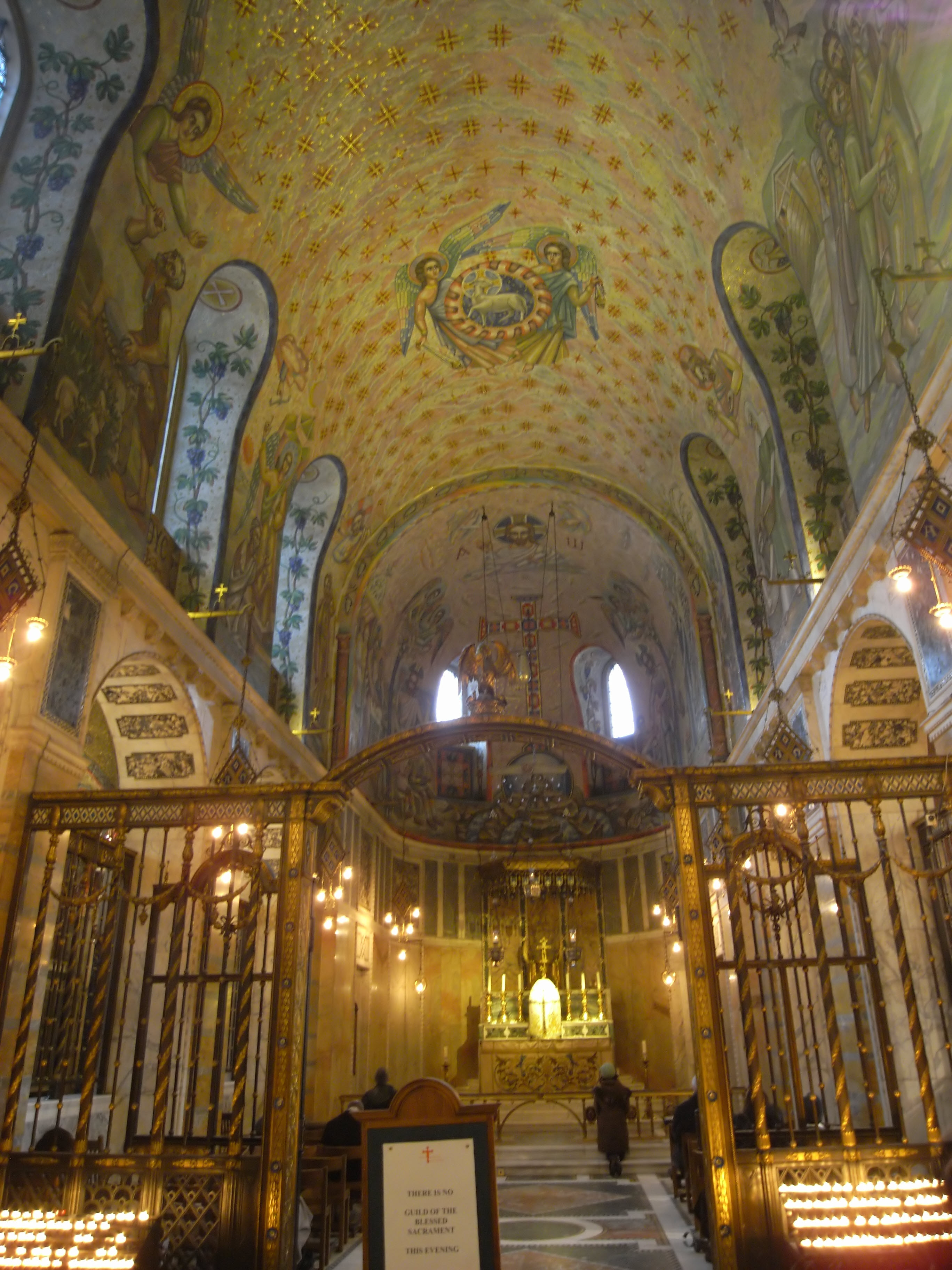
Sakramentskapelle
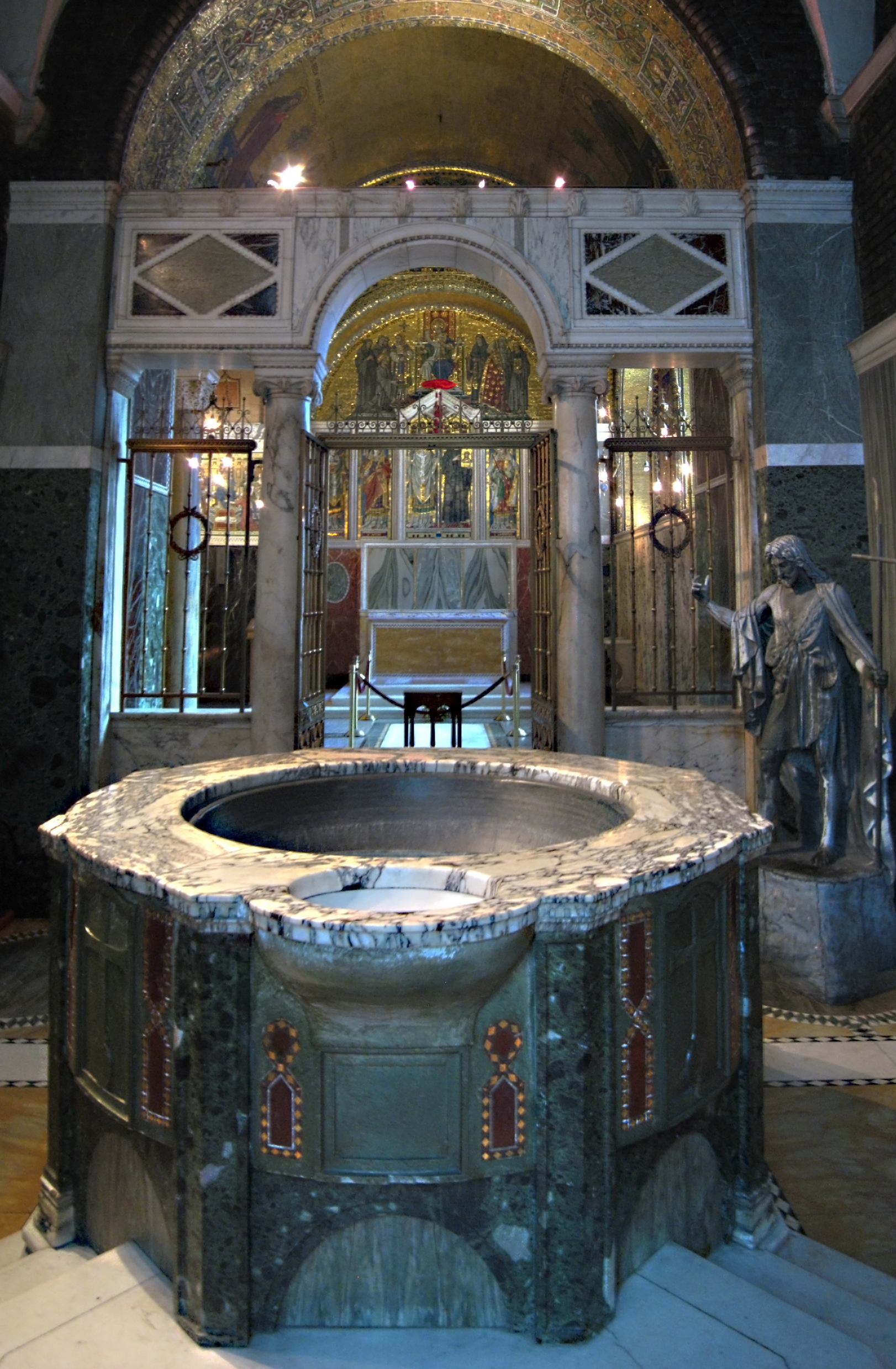
Taufkapelle
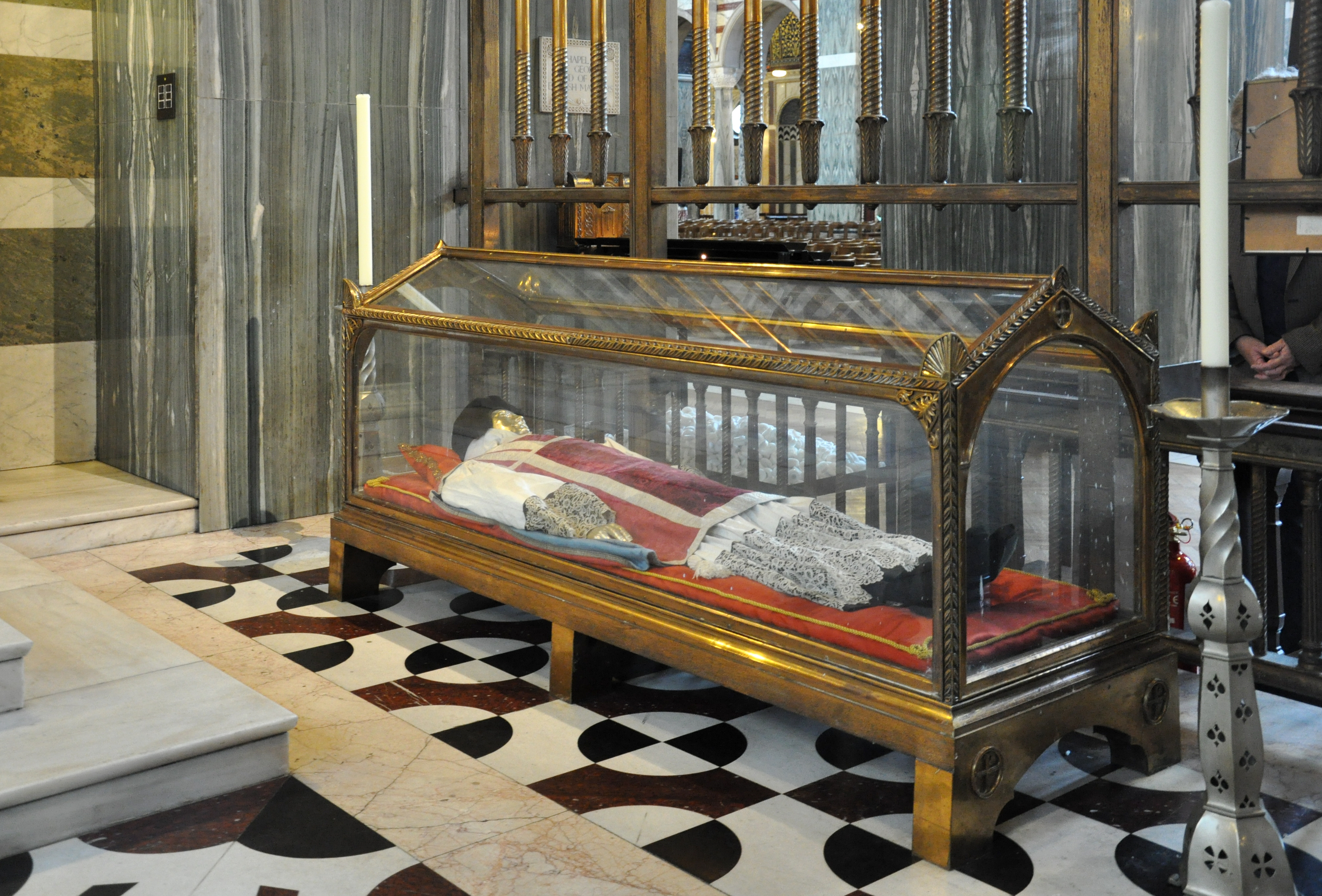
Schrein mit dem Leib des Hl. John Southworth

## Lage
Die Kirche befindet sich in der City of Westminster in London. Adresse: Westminster Cathedral, 42 Francis Street, London SW1P 1QW.

## Orgel
Die Orgel auf der Westempore der Westminster Cathedral wurde in den Jahren 1922 bis 1932 von Henry Willis & Sons erbaut und 1984 sowie 1996 durch Harrison and Harrison überholt und umfassend restauriert. Dabei wurden auch die ursprünglich pneumatischen Trakturen gegen elektropneumatische Trakturen ausgetauscht. Neben der Swell Organ sind auch die Choir Organ und die Solo Organ schwellbar.
| I Choir Organ C–c4  |        |
| Contra Dulciana     | 16′    |
| Open Diapason       | 8′     |
| Viola               | 8′     |
| Cor de Nuit         | 8′     |
| Cor de Nuit Celeste | 8′     |
| Sylvestrina         | 8′     |
| Gemshorn            | 4′     |
| Nason Flute         | 4′     |
| Nazard              | 2 ⁄3′  |
| Octavin             | 2′     |
| Tierce              | 1 3⁄5′ |
| Trompette           | 8′     |
| Tremulant           |        |

| II Great Organ C–c4   |        |
| Great First Division  |        |
| Double Open Diapason  | 16′    |
| 1st Open Diapason     | 8′     |
| 2nd Open Diapason     | 8′     |
| Octave                | 4′     |
| Octave Quint          | 2⁄3′   |
| Super Octave          | 2′     |
| Grand Chorus V        |        |
| Double Trumpet        | 16′    |
| Trumpet               | 8′     |
| Clarion               | 4′     |
| Great Second Division |        |
| Bourdon               | 16′    |
| 3rd Open Diapason     | 8′     |
| Flûte Harmonique      | 8′     |
| Quint                 | 5 1⁄3′ |
| Principal             | 4′     |
| Flûte Couverte        | 4′     |
| Tenth                 | 3 1⁄5′ |
| Twelfth               | 2 ⁄3′  |
| Fifteenth             | 2′     |

| III Swell Organ C–c4 |       |
| Violon               | 16′   |
| Geigen Diapason      | 8′    |
| Rohr Flute           | 8′    |
| Echo Viole           | 8′    |
| Viole Celeste        | 8′    |
| Octave Geigen        | 4′    |
| Suabe Flute          | 4′    |
| Twelfth              | 2 ⁄3′ |
| Fifteenth            | 2′    |
| Harmonics III        |       |
| Vox Humana           | 8′    |
| Oboe                 | 8′    |
| Tremulant            |       |
| Waldhorn             | 16′   |
| Trumpet              | 8′    |
| Clarion              | 4′    |

| IV Solo Organ C–c4 |     |
| Quintaten          | 16′ |
| Violoncello        | 8′  |
| Cello Celestes     | 8′  |
| Tibia              | 8′  |
| Salicional         | 8′  |
| Unda Maris         | 8′  |
| Concert Flute      | 4′  |
| Piccolo Harmonique | 2′  |
| Cor Anglais        | 16′ |
| Corno-di-Bassetto  | 8′  |
| Orchestral Oboe    | 8′  |
| Tremulant          |     |
| French Horn        | 8′  |
| Orchestral Trumpet | 8′  |
| Tuba Magna         | 8′  |

| Pedal Organ C–g1  |        |
| Double Open Bass  | 32′    |
| Open Bass         | 16′    |
| Open Diapason     | 16′    |
| Contra Bass       | 16′    |
| Sub Bass          | 16′    |
| Violon (aus SW)   | 16′    |
| Dulciana (aus CH) | 16′    |
| Octave            | 8′     |
| Principal         | 8′     |
| Flute             | 8′     |
| Super Octave      | 4′     |
| Seventeenth       | 3 1⁄5′ |
| Nineteenth        | 2 ⁄3′  |
| Twenty-second     | 2′     |
| Contre Bombarde   | 32′    |
| Bombarde          | 16′    |
| Trombone          | 16′    |
| Octave Trombone   | 8′     |

- Koppeln:
  - Normalkoppeln: I/II, III/II, IV/II, III/I, IV/I, IV/III, I/P, II/P, III/P, IV/P
  - Superoktavkoppeln: III/III, I/I, IV/IV,
  - Suboktavkoppeln: I/I III/III, IV/IV
  - Unison Off: I, III, IV
- Spielhilfen: 256fache Setzeranlage, Crescendowalze.

Von 2000 bis 2019 war Martin Baker Master of Music und Organist an der Westminster Cathedral.